# Андреј Првозвани
Андреј Првозвани (транслит.) је познат као личност Новог завета, кога је сам Исус Христ првога позвао да буде његов ученик и апостол. Био је син Јоне и брат Светог Петра. Назван је Првозвани, зато што је пре свих апостола постао следбеник и ученик Исуса Христа. 
Рођен је у месту Витсаида око 6 године пре нове ере. Био је рибар по занимању. Најпре је био ученик светог Јована Крститеља. Пошто је Јован Крститељ крстио Исуса Христа и позвао своје ученике да следе Христа речима: „Гле, јагње Божје“ (Јов. 1, 36), Андреј је био један од првих који је то учинио. Одазвао се на позив Исуса Христа, заједно са братом Петром и јевангелистом Јованом. 
Након смрти Исуса Христа, његовог васкрсења и вазнесења Андреј је заједно са осталим апостолима, на дан Педесетнице примио Духа Светога у виду огњеног језика, и пошто су коцком одређивали земље у којима ће приповедати, он је добио: Витинију и Пропонтиду са Халкидоном и Византијом, Тракији и Македонији, све до Црног мора и Дунава, и Тесалију, Грчку, Ахају, Аминтин, Трапезунт, Ираклију и Амастриду.
Током свог апостолског рада пропутовао је многе градове на блиском истоку и Византији. Проповедао је Јеванђеље углавном у градовима и у многима од њих претрпео многе невоље и страдања. Посебно је био мучен, чак и каменован у граду Синоп, након чега је на чудесан начин исцељен од рана. 
Отишавши одатле, пропутовао је: Неокесарију, Самосат, Алану, покрајину Босфорина. Затим је једно време живео у Тракијском град Византу, где је рукоположио светог Стахија за епископа Византије, о чему сведочи свети апостол Павле у Посланици Римљанима (Рм. 16, 9). Након тога је обишао Понт, Црноморско приморје, Скитију и Херсоните. Када је дошао до реке Дњепра, зауставио се код Кијевских гора, где је благословио и поставио крст, предсказујући да ће народ који живи ту примити веру од његовог апостолског престола, основаног у Византији. Прошавши и ка северу, посетио је она места где ће за хиљаду година бити основан град велики Новгород, а посетивши још и Рим, вратио се у грчку крајину Епир, а затим у Тракију, где је постављао епископе и учитеље.
Пролазећи многе земље, посетио је и Пелопонез, где је у Ахајском граду Патре, од тешке болести исцелио човека, по имену Сосија, након чега је већина становника тога града примила хришћанство. Међу њима су били и брат и жена царског намесника Егеата. Егеат је због тога наредио да ухапсе Андреја и ставе га на муке. Након тога наредио је да га распну на крст. 
Све време док је висио жив на крсту, говорио је поуке хришћанима окупљеним око крста. Присутни народ је хтео да га скине са крста, али им војници то нису дозволили. Пред своју смрт се помолио и изговорио речи које су остале забележене: "Господе Исусе Христе, не допусти да ме скину с крста, на коме висим ради имена Твог, него ме прими, Учитељу мој: Тебе заволех, Тебе познах, Тебе исповедам, Тебе видети желим, што јесам Тобом јесам. Господе Исусе Христе, прими у миру дух мој, јер већ је време да дођем к Теби и да гледам Тебе, за којим силно чезнем! Прими ме, Учитељу Благи, и учини да не будем скинут с крста пре но што Ти примиш дух мој!". Након тога је умро. То се збило новембра месеца 62. године. Након неколико година мошти светог апостола Андреја пренео је у Цариград, мученик Артемије по наређењу цара Константина. Тамо се чувају заједно са моштима светог Луке и светим Тимотеја, у храму светих Апостола, унутар свештеног жртвеника.

## Андријевдан
Православна црква прославља Светог Андреја - Андријевдан 30. новембра по јулијанском календару. 
1830. на Андријевдан је одржана Велика народна скупштина у Београду. На њој су прочитани султанов хатишериф и берат којим је Османско царство признало државну самоуправу Српском књажеству а књазу Милошу наследно књажевско достојанство. Андријевдан је редовно прослављан као државни празник за време владавине Обреновића. Празник је укинут након доласка Петра I Карађорђевића на српски престо а место њега је прослављан краљев рођендан (12. јул).

## Значајнији датуми
- На Светог Андреја 1806. год. у Првом српском устанку град Београд је ослобођен од Турака.
- На Светог Андреја 1830. год. одржана је Велика народна скупштина у Београду
- На Светог Андреја 1858. год. одржана је Светоандрејска скупштина у Београду.